# Megapiranha paranensis
Megapiranha paranensis — викопний вид харациноподібних риб підродини серразальмових (Serrasalminae), що існував у кінці міоцену у Південній Америці. Родич сучасної піраньї.

## Скам'янілості
Відомий лише з решток фрагменту передщелепної кістки з трьома повними та одним фрагментарним зубом. Рештки знайдені у 1900 році у відкладеннях формації Ітусайнго на півночі Аргентини у басейні річки Парана. На основі решток у 2009 році описані новий вид та рід.

## Опис
За приблизними розрахунками риба сягала завдовжки 70 см. Зуби були гребінчастими і розташовані по одній зиґзаґоподібній лінії передньої щелепи. Хоча такі зуби можуть свідчити про хижу дієту, вони не схожі на зуби сучасних піраній і займають проміжне положення між м'ясоїдними піраньями і паку - травоїдними рибами роду Colossoma. За розрахунками вчених, Megapiranha paranensis по силі укусу щодо маси тіла перевершує усіх відомих хижих хребетних. Ця піранья розвивала силу укусу від 1240 до 4749 ньютонів, тобто вона змогла б утримати в своїх щелепах жертву вагою у півтонни. Таким чином, можливо, хижак міг не тільки відривати частини плоті жертви, але і розмелюють досить тверді кістки.

## Оригінальна публікація
- L. A. Cione, W. M. Dahdul, J. G. Lundberg and A. Machado-Allison. 2009. Megapiranha paranensis, a new genus and species of Serrasalmidae (Characiformes, Teleostei) from the upper Miocene of Argentina. Journal of Vertebrate Paleontology 29(2):350-358